# Фернандес де ла Вега, Мария Тереса
Мари́я Тере́са Ферна́ндес де ла Ве́га Санс (исп. María Teresa Fernández de la Vega Sanz; род. 15 июня 1949, Валенсия) — испанский политик, близка к ИСРП, хотя никогда не вступала в её ряды. В 2004—2010 годах занимала пост заместителя председателя правительства в кабинетах Сапатеро.

## Биография
Будучи студенткой юридического факультета, Мария Тереса вступила в Объединённую Социалистическую партию Каталонии (Каталонскую коммунистическую партию), которая в то время возглавляла силы сопротивления режиму Франко в Каталонии. После ликвидации диктатуры в 1977 году и первых свободных выборов, на которых коммунисты показали результаты хуже социал-демократов, Фернандес де ла Вега вышла из рядов партии в 1979 году. При Фелипе Гонсалесе Фернандес де ла Вега занимала различные посты в министерстве юстиции Испании, в 1986 году вошла в состав европейского комитета по юридическому взаимодействию Европейского совета. В 1994 году она получила должность государственного секретаря министерства юстиции Испании, который занимала до победы на выборах консервативной Народной партии во главе с Хосе Марией Аснаром в 1996 году.
В 1996 году Фернандес де ла Вега была избрана депутатом нижней палаты испанского парламента и в 2000—2004 годах занимала должность генерального секретаря фракции ИСРП. После выборов 14 марта 2004 года стала первой женщиной на посту заместителя председателя правительства. В этом качестве Мария Тереса Фернандес де ла Вега занималась вопросами социальных реформ, в частности в семейной политике. В октябре 2010 года в результате перестановок в испанском правительстве вышла из его состава.